# Christopher Cassidy
Christopher John „Chris“ Cassidy (* 4. Januar 1970 in  Salem, Massachusetts) ist ein ehemaliger US-amerikanischer Astronaut der NASA.

## Militärische Karriere
Cassidy war zehn Jahre Angehöriger der United States Navy und ihrer Spezialeinheit United States Navy SEALs. Unter anderem wurde er für Einsätze mit dem Kleinst-U-Boot SEAL Delivery Vehicle ausgebildet und verbrachte über 200 Stunden damit unter Wasser. Im Herbst 2001 wurde er nach Afghanistan befohlen. Für seine dortigen Kampfeinsätze erhielt er verschiedene Auszeichnungen, darunter zweimal die Bronze Star Medal mit Zusatz V für Tapferkeit. Er erreichte den Rang eines Commanders. Im Jahr 2014 wurde er US Navy Captain. Am 28. Mai 2021 verließ er Navy und NASA.

## Raumfahrer-Tätigkeit
Am 6. Mai 2004 wurde Cassidy von der Weltraumbehörde NASA ausgewählt und zum Missionsspezialisten ausgebildet.
Am 11. Februar 2008 wurde er für die Mannschaft der Mission STS-127 nominiert. Bei diesem Flug wurden japanische Module zur Internationalen Raumstation ISS gebracht. Der Start erfolgte am 15. Juli 2009, die Landung am 31. Juli 2009. Cassidy führte dabei drei Weltraumausstiege mit insgesamt über 18 Stunden Dauer durch.
Cassidy war Bordingenieur der ISS-Expeditionen 35 und 36. Der Start mit dem Raumschiff Sojus TMA-08M erfolgte am 28. März 2013. Am 11. Mai tauschte Cassidy zusammen mit Thomas Marshburn bei einer außerplanmäßigen EVA eine Pumpensteuerungsbox am Solarmodul P6 aus. Zwei weitere EVAs führte er am 9. Juli und 13. Juli zusammen mit Luca Parmitano durch. Bei der zweiten sammelte sich eine größere Menge von Wasser in Parmitanos Helm an, so dass die Arbeiten vorzeitig beendet wurden. In der Luftschleuse konnte Parmitano weder sehen noch hören, weil ihm Wasser in Augen, Ohren und Nase eindrang, so dass er völlig auf Cassidy angewiesen war. Die Rückkehr zur Erde erfolgte am 11. September 2013.
Am 9. Juli 2015 wurde Cassidy Leiter der Astronauten-Abteilung (Chief of the Astronaut Office) der NASA.
Am 2. Juni 2017 übergab Cassidy das Amt an Patrick Forrester und ging zurück in den normalen Flugstatus eines Astronauten.
Am 9. April 2020 startete er mit der Mission Sojus MS-16 zur Internationalen Raumstation, wo er das Kommando der ISS-Expedition 63 übernahm. Mit 188 Tagen bis zur Abkopplung am 21. Oktober 2020 war es eines der bis dahin längsten ISS-Kommandos.

## Zusammenfassung
| Nr. | Mission                     | Funktion                     | Flugdatum | Flugdauer    |
| --- | --------------------------- | ---------------------------- | --------- | ------------ |
| 1   | STS-127                     | Missionsspezialist           | 2009      | 15d 16h 45m  |
| 2   | Sojus TMA-08M (ISS 35 & 36) | Bordingenieur                | 2013      | 166d 06h 15m |
| 3   | Sojus MS-16 (ISS 62 & 63)   | Bordingenieur/ISS-Kommandant | 2020      | 195d 18h 49m |

## Privates
Cassidy ist verheiratet und hat drei Kinder.